# 周桑農業協同組合
周桑農業協同組合（しゅうそうのうぎょうきょうどうくみあい、英称：JA Shuso ）は、愛媛県西条市丹原町にある農業協同組合（JA）。略称はJA周桑。愛媛県西条市の旧東予市・丹原町・小松町を管理区域としている。

## 沿革
- 1965年
  - 10月 - 丹原、田野、中川、石鎚、石根、小松、周布、国安、吉岡、三芳、楠河、庄内、徳田の13農業協同組合が合併し、周桑農業協同組合を設立。
  - 11月 - 壬生川、吉井の2農業協同組合と合併する。
- 1966年8月 - 桜樹地区の加入により1支所を新設。
- 2001年4月 - 東予市多賀農協と合併。
- 2002年7月 - 営農管理研修センターおよび資材物流倉庫を現在の丹原町願連寺527番地の1に設置。
- 2005年6月 - 桜樹支所および5出張所を統廃合し、4サブセンターを設置。
- 2006年3月 - 農産物直売所『周ちゃん広場』を西条市丹原町池田290番地に新設。

## 主要事業所

### 本所・支所
- 本所 - 愛媛県西条市丹原町池田1701-1
- 支所 - 丹原・田野・中川・石根・小松・周布・国安・吉岡・三芳・楠河・庄内・徳田・壬生川・吉井・多賀

### 農産物直売所
- 周ちゃん広場